# Moruzzo

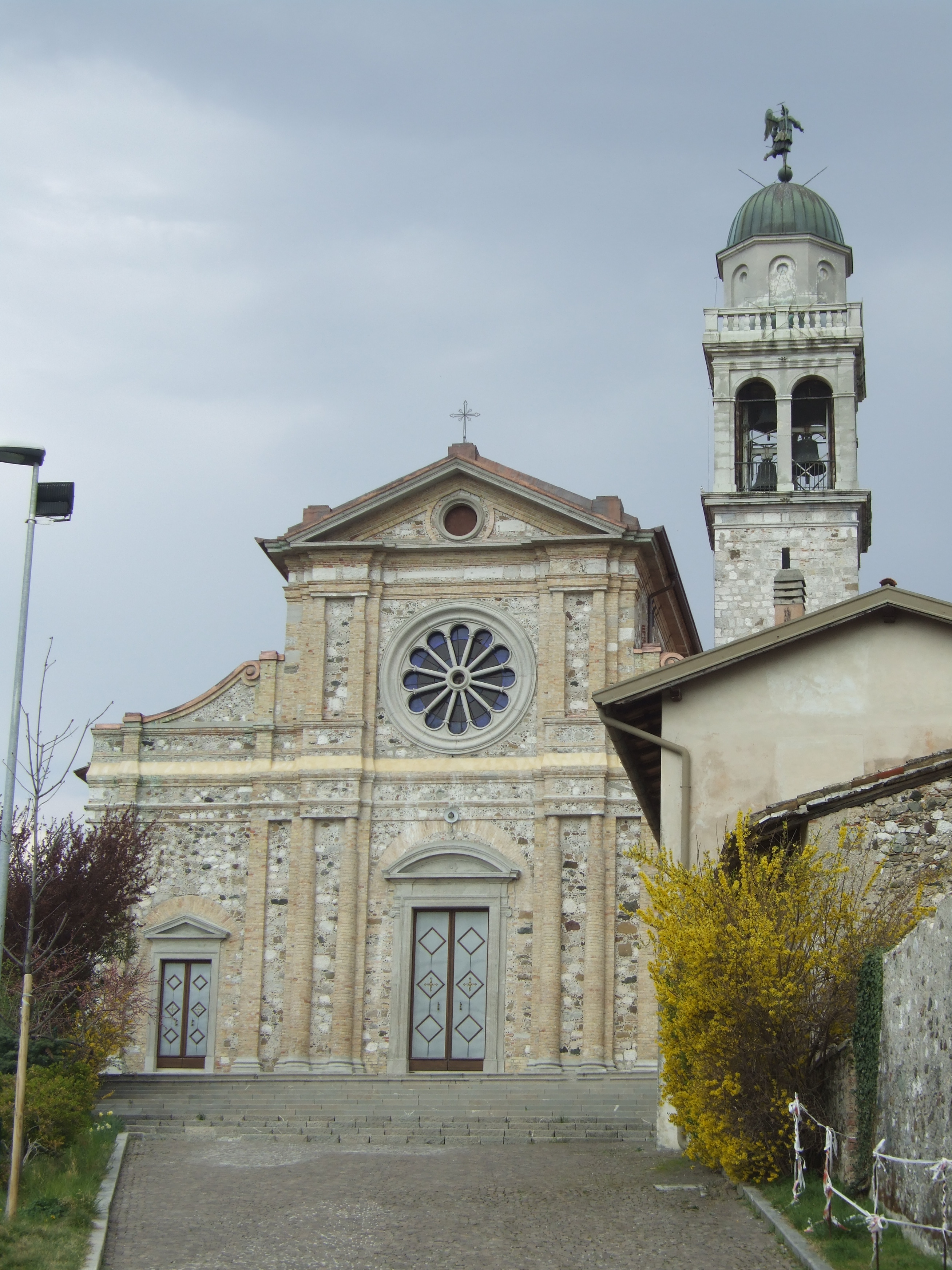
Parochialkirche von Moruzzo

Moruzzo (furlanisch: Murùs) ist eine nordostitalienische Gemeinde (comune) mit 2401 Einwohnern (Stand 31. Dezember 2023) in der Region Friaul-Julisch Venetien. Die Gemeinde liegt etwa 16 Kilometer nordwestlich von Udine.

## Geschichte
Die Ortschaft Grobanges im Gemeindegebiet wird erstmals 762 als Besitztum einer Benediktinerabtei erwähnt.